# Канюк рудокрилий
Каню́к рудокрилий (Butastur liventer) — вид яструбоподібних птахів родини яструбових (Accipitridae). Мешкає в Південно-Східній Азії.

## Опис

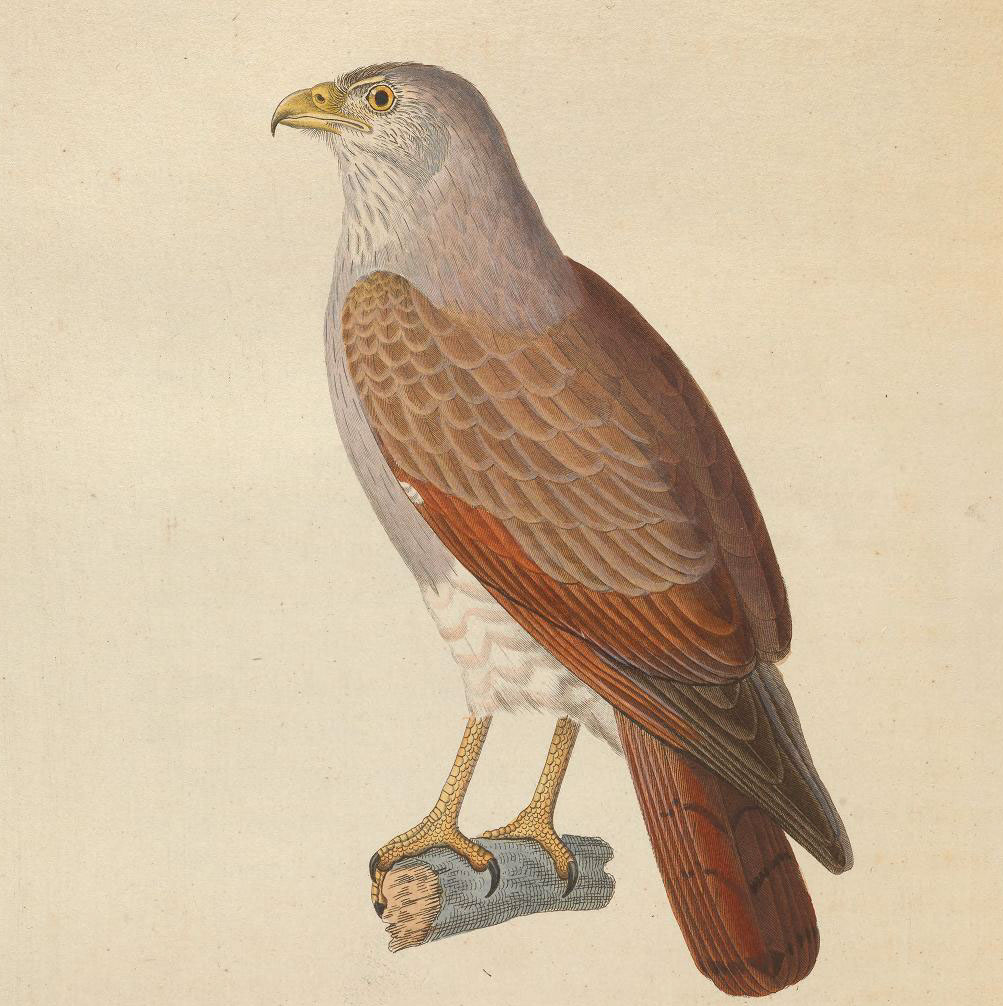
Рудокрилий канюк

Довжина птаха становить 35-41 см, розмах крил 38-43 см, вага 336-340 г. Самиці є дещо більшими за самців. Голова сіра, верхня частина тіла іржасто-сіра, поцяткована сірими смужками. Надхвістя і верхня сторона хвоста яскраво-руді. Крила рудувато-каштанові. Нижня частина тіла сіра, нижні покривні пера крила білі, решта нижньої сторони крил сірувата. Молоді птахи мають більш тьмяне, коричневе забарвлення. голова у них коричнювато-сіра, над очима білі "брови". Крик — пронизливий «піт-піу». 
Загалом рудкрилі канюки є схожими на мігруючих яструбиних канюків, однак у останніх верхня частина тіла і хвіст більш коричневі, горло біле, живіт білий, поцяткований екоричневими смугами.

## Поширення і екологія
Рудокрилі канюки мешкають в М'янмі, на крайньому півдні Китаю (південний Юньнань), в Таїланді, Лаосі, південному В'єтнамі, Камбоджі і Індонезії (на Яві і Сулавесі). Вони живуть в тропічних лісах і чагарникових заростях, іноді поблизу людських поселень, на висоті до 800 м над рівнем моря. Живляться великими комахами та іншими безхребетними. дрібними ссавцями, амфібіями, зміями і ящірками. Сезон розмноження на Яві триває з лютого по квітень, на Сулавесі в червні-липні. Гніздо розміщується в кронах дерев.